# Владислав "Munruthel" Редькін
Редькін Владислав Олегович (відомий під псевдонімом "Munruthel", народився 2 липня 1972 року в Харкові, Україна) — український музикант-мультиінструменталіст, композитор, звукорежисер, кліпмейкер, кінематографіст. Став відомим завдяки участі в Nokturnal Mortum, Lucifugum, Astrofaes, Temnozor, Piorun, Thunderkraft і своїм сольним проєктам Munruthel і Коло.

## Музична діяльність
Владислав з дитинства мріяв стати музикантом. Його дід Віктор Кузьмич Редькін (до русифікації мав прізвище Редько) був мультиінструменталістом і грав в оркестрі. Тому вдома часто були різні музичні інструменти і дід допомагав ще п’ятирічному Владиславу навчитися на них грати.
У віці 13 років Владислав почав самостійно освоювати фортепіано, робити перші спроби написання мелодій. Саме ці перші мелодії, написані в дитинстві, стали основою музичних композицій, що були реалізовані пізніше в проекті Silentium.
В 17 років Владислав купує собі першу ударну установку і починає самостійно вчитися грати. Одночасно, Владислав починає цікавитися звукорежисурою, купує собі мікрофони і мікшерний пульт і починає експериментувати зі звуком.
Тоді він знайомиться з Євгеном Гапоном (Varggoth), та разом з ним, та своїм однокласником Костянтином Савченко (Xaarquath), починають записувати перші домашні демо-записи ще не існуючого гурту.
У 1992 році Владислав, Євген і Костянтин вирішують створити музичний дез-гурт, який отримав назву Suppuration. Гурт записав 4 альбоми та в 1994 році було прийнято рішення щодо його перейменування в Nokturnal Mortum. Перейменування було насамперед пов’язане зі зміною стилю з дез-метал на дез-дум-метал, а пізніше на блек-метал. Наприкінці дев’яностих гурт стає відомим спочатку в країнах пострадянського простору, а потім і по всьому світу.
У 1994 році Владислав експериментує з електронною музикою, тому  створює власний музичний проект Silentium (данжн сінт, ембієнт). Проект виходить на касетах. Пізніше, його було перевидано на CD.
Владислав продовжує грати в Nokturnal Mortum. Окрім партій для ударних, бере активну участь у написанні музики, та аранжировок для перших альбомов Nokturnal Mortum. Але з часом матеріал, який не увійшов до пісень Nokturnal Mortum, накопичувався і в результаті знайшов свій вихід. Так, проект Silentium було перейменовано в Munruthel, музика стала більше симфонічна.
На початку двохтисячних Владислав бере активну участь в запису альбомів сторонніх гуртів, як сесійний музикант, грає з ними на концертах, фестивалях. Загалом, Владиславом було записано понад 35 альбомів, які були реалізовані на CD дисках, платівках та касетах. Це альбоми гуртів: Lucifugum, Astrofaes, Temnozor, Piorun, Thunderkraft, Вече, Mistigo Varggoth Darkestra, Runes Of Dianceht, Corvus, Crucified Eternity, Horizon Aeternitas.
У 2002 році після запису альбому Nokturnal Mortum «Мировоззрение» між Владиславом, та лідером гурту Євгеном відбувається серйозний конфлікт на фінансовому ґрунті. Владислав покидає гурт і працює над новим альбомом власного проекту Munruthel “Эпоха Водолея”. Стилістично це вже не симфонічний ембієнт, а паган-метал. Munruthel запрошує в склад проекту інших музикантів і починає виступати на фестивалях.

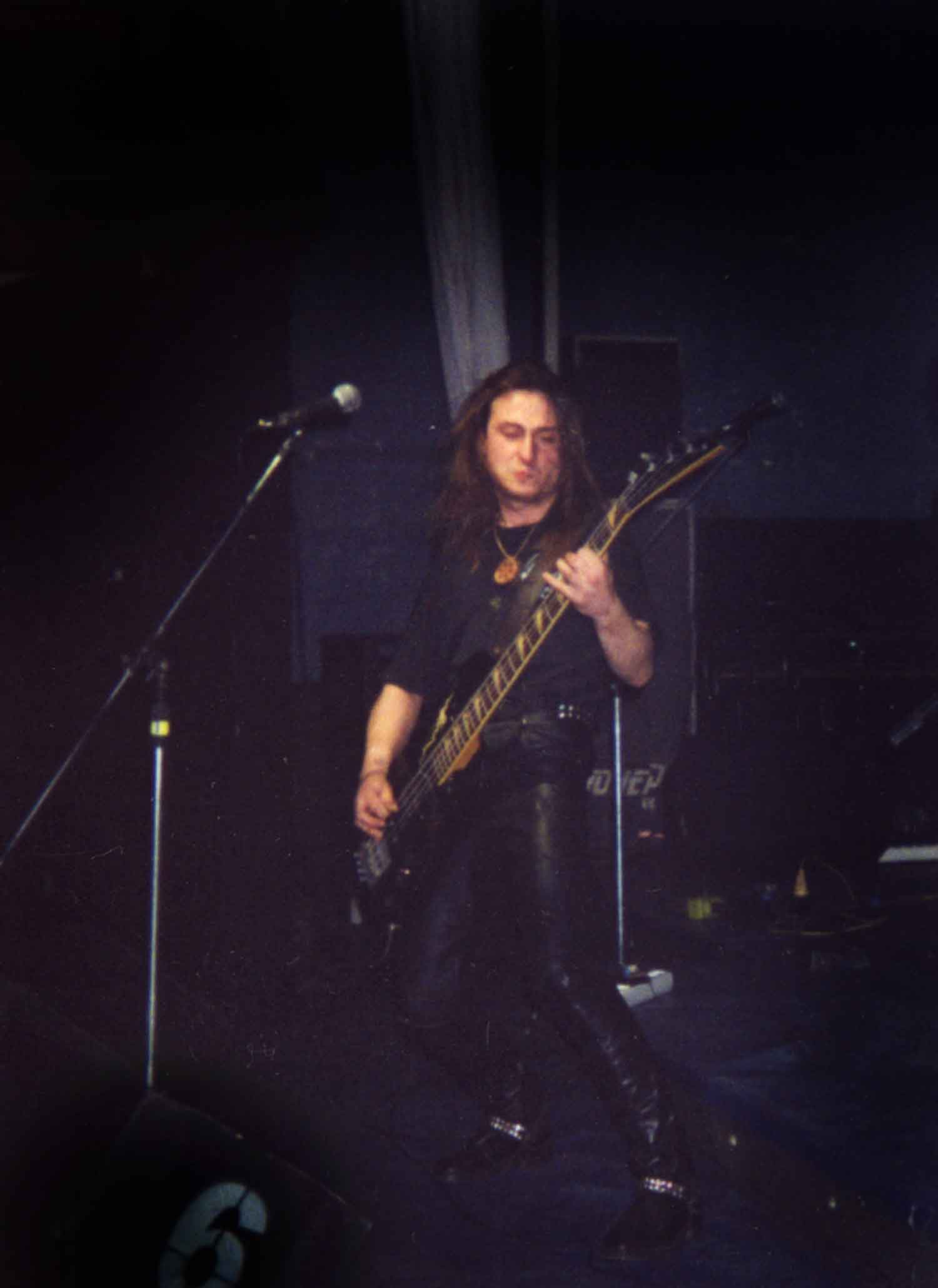
З виступу Munruthel на фестивалі Коловорот 2000-го року

А для того, щоб заповнити тепер пусту нішу електронної музики, Владислав започатковує новий ethno-synth проект Коло. Окрім Владислава, в проекті грає на флейті його дівчина Анна Меркулова (також клавішниця Thunderkraft). У 2005 році проект записує свій перший альбом.
З 2005 року Владислав бере участь у гуртах Thunderkraft, Corvus, Amadeus, Amber Solstice, та створює проект Solarnight в стилі trance. З цими проектами Владислав активно виступає на концертах, та фестивалях.
У 2006, та в 2012 роках Владислав за допомогою сесійних музикантів записує два альбоми проекту Munruthel, які отримали дуже високі оцінки серед музичних критиків, та прихильників музики по всьому світу.
У 2017 році Владислав записує другий альбом для власного проекту КОЛО, який має назву «Етносфера». На цей раз Владислав також запрошує для запису багатьох сесійних музикантів.
У 2020 Владислав засновує новий synthwave проект Lunardays, записує кілька окремих синглів, але через початок повномасштабної війни в Україні, проект було призупинено.

## Дискографія

### Silentium (1988-1995)
- 1995: The Ancients' Wisdom (Демо)

### Munruthel (1997 - тепер. час)
- 1997: Явь, Навь и Правь (Альбом)
- 1999: Орианские Сказания (Альбом)
- 2006: Epoch of Aquarius (Альбом)
- 2011: The Dark Saga (Альбом-саундтрек)
- 2012: CREEDamage/ВЕРОломство (Альбом)
- 2025: Where Dreams Lead (Альбом)

### Коло (2005 - тепер. час)
- 2005: Коло (Альбом)
- 2017: Етносфера (Альбом)

### Sammohana
- 2010: Chakra of Black Hole (Альбом)

### Suppuration
- 1992: Ecclesiastical Blasphemy (Демо)
- 1993: Unspeacable Journey into Subconscious World (Демо)
- 1993: Cosmic Flight Around Astralsphere (EP)
- 1994: The Sign Of Vae Solis (Репетиційне демо)

### Crystaline Darkness
- 1993: Mi Agma Khaz Mifisto (Демо)

### Crucified Eternity
- 1994: Morning in a Mourning (Демо)

### Horizon Aeternitas
- 1994: Forever Gone (Альбом)

### Sombre Deserts' Project
- 1994: Worldday Celebration (Демо)

### Nokturnal Mortum
- 1995: Twilightfall (Демо)
- 1995 Black Clouds Over Slavonic Lands (Демо)
- 1996: Lunar Poetry (Демо)
- 1997: Path of the Wolf / Return of the Vampire Lord (спліт з Lucifugum)
- 1997: Return of Vampire Lord (EP)
- 1997: Marble Moon (EP)
- 1997: Goat Horns (Альбом)
- 1998: To the Gates of Blasphemous Fire (Альбом)
- 1999: НеХристь (Альбом)
- 2001: Return of the Vampire Lord / Marble Moon (Компіляція)
- 2003: The Taste of Victory (EP)
- 2004: Мировоззрение (Альбом)
- 2005: Weltanschauung (Альбом)

### Вече
- 1998: Вече (Альбом)

### Piorun
- 2000: Stajemy Jak Ojce (Альбом)

### Astrofaes
- 2002: Ancestors' Shadows (Альбом)
- 2002: Heritage (Альбом)

### Thunderkraft
- 2012: Totentanz (Альбом)

### Mistigo Varggoth Darkestra
- 1997: Midnight Fullmoon (Альбом)

### Lucifugum
- 1999: Нахристихрящях (Альбом)
- 2001: А Колесо всё скрипит... (Альбом)

### Xul
- 2000: Зло (Альбом)

### Темнозорь
- 2003: Горизонты... (Альбом)

## Кліпмейкерство
На даний момент Владислав професійно займається виробництвом музичних кліпів і кіно, є власником невеликого продакшену.
Початком цього шляху можна вважати 1985 рік. У віці 13 років Владиславу подарували фотоапарат і все для фотографії. Це хобі сильно вплинуло на розвиток візуального сприйняття світу. Владислав переважно фотографував пейзажі і натюрморти, вивчав процеси обробки плівки, світло і композицію кадра.
2008-го року Владислав купує свою першу цифрову камеру, завдяки якій можна знімати відео. Він починає вивчати книги по операторській майстерності, монтажу, кольору, драматургії, освітленню та багато практикує.
У 2012 році виходить його перший власний музичний кліп на пісню «ВЕРОломство» з однойменного альбому проекту Munruthel. Зйомки проходили на Кам’яній могилі під Мелітополем, та на острові Хортиця.
Це була перша робота в майбутньому портфоліо Владислава, як відеографа. Тому незабаром він отримує замовлення на зйомку музичного кліпу для запорізького гурту Mizantropia «За тобой». Зйомки також відбуваються на острові Хортиця. Вже через рік відеопродакшн Владислава починає знімати кліпи для Sventoyar, Elderblood, Khors, Сокира Перуна, Bilodub, Stugna, Ignea, Sanatana, Кому Вниз.
Деякі з кліпів були відібрані для показу на міжнародних кінофестивалях, та отримали нагороди, а кліп Khors «Beneath the Keen Edge of Time» був в списку найкращих українських метал-відео по версії музикальної премії BUMA.

## Кінематографія
У 2013 році Владислав намагається реалізувати ще одну свою дитячу мрію — знімати кіно. Він сам пише сценарій до майбутнього фільму жахів і розпочинає зйомки за свій кошт. Було знято декілька сцен, але в 2014 році розпочинається війна. Фінансова криза призупиняє зйомки і надалі Владислав вирішує остаточно закрити проект.
У 2016 році Владислав знаходить однодумця Олексія Кисельова з яким йому вдається зняти короткометражний фільм «Я прокинувся від запаху кави». Тридцятихвилинна дебютна стрічка в стилі міське фентезі була показана на екранах маленьких кінотеатрів, та завоювала декілька призів на міжнародних кінофестивалях. Проба пера була вдалою і Владислав вирішує йти і далі шляхом незалежного кінематографіста.
Його запрошують на кілька різних проектів веб-серіалів оператором-постановником та монтажером і хобі  стає вже професією.
У 2020 році Владислав пише сценарій фантастичного міні-серіалу "Атомний Вирій" по всесвіту відеогри STALKER. Було знято тизер серіалу і половину першої пілотної серії. Але знову розпочинається війна, на цей раз вже повномасштабна. Зйомки зупиняються на невизначений термін.
Владислав переїжджає жити до Львова і вже там знімає оператором-постановником ще два короткометражні фільми з робочими назвами "Світло" і "Мама".
У 2023 році Владислав переїжджає до Києва, та продовжує знімати кліпи і працює оператором-постановником на веб-серіалах.
Восени 2023 року Владислав оператором і автором сценарію разом з режисером Олексієм Кисельовим починають роботу над короткометражним фільмом «Шляхи світанку».

## Відеографія

### Відеокліпи
- Munruthel — ВЕРОломство (2012)
- Mizantropia — За тобой (2012)
- Crystal Matrix — The Sky is so Beautiful Tonight (2012)
- Sventoyar — Ключы (2013)
- Elderblood — My Death (2014)
- Sventoyar — Страла (2014)
- Sventoyar — Крашен Вечір (2016)
- Mizantropia — Black Idol (2017)
- Коло — Серце в Житах (2017)
- Khors — Red Mirrors (Acoustic version) (2018)
- Mutanter — Ode for Janus (2018)
- Сокира Перуна — Святослав (2019)
- Сокира Перуна — Немає меж (2019)
- Depresound — Не та була (2020)
- Khors — Beneath the Keen Edge of Time (2020)
- Сокира Перуна — Feel the Power (2020)
- Bilodub — Čomu (2021)
- Cryinformers — Find the Words to Say (2021)
- Podolski — Reverse (2021)
- Ignea feat. Ersedu — Mermaids (2021)
- О. Бородкіна — Вася Клюквін (2021)
- Sanatana — Tyaga (2021)
- Kraamola — Про Неї (2021)
- Bilodub — Ptaha Na Jmennja Nachtigall (2022)
- Кому Вниз — Нестор (2022)
- Stugna — Riž ta Rubaj (2022)
- Three Eyes Of The Void — Descent (2023)
- Khors — Perseverance is the Essence (Forever 25) (2024)
- Sidus Atrum — Коли земля кричала (2024)
- Сокира Перуна — Солдат (2024)
- Sereda & Bilodub — Піхотний Єгер (2025)
- Sereda & Bilodub — Ген, Долиною (2025)

### Кіно
- Я прокинувся від запаху кави (2018, короткометражний)
- Легенда про Отамана (2018, кінокадри до рок-опери)
- Атомний вирій (2021, тизер до серіалу)
- Пабрацке (2021, веб-серіал)
- Знайти своє обличчя (2021, пілотна серія веб-серіалу)
- Я все знаю (2021, пілотна серія веб-серіалу)
- Україна 30. Зона оборони (2021, короткометражний)
- Мама (2023)
- Світло (2023, короткометражний)
- Шляхи Світанку (2024, короткометражний)
- Синдром Самозванця (2024, веб-серіал)
- Синдром Самозванця 2 (2025, телевізійний серіал)